# Ланглей (лунный кратер)
Кратер Ланглей (лат. Langley) — крупный ударный кратер в северо-западной части видимой стороны Луны. Название присвоено в честь американского астронома, физика, изобретателя болометра и пионера авиации Сэмюэля Пирпонта Лэнгли (1834—1906)  и утверждено Международным астрономическим союзом в 1964 г. 

## Описание кратера
Ближайшими соседями кратера являются кратер Стокс на северо-западе; кратер Вольта на севере; кратер Репсольд на востоке и кратер Гальвани на юго-востоке. На востоке от кратера находятся борозды Репсольда и, далее, Океан Бурь. Селенографические координаты центра кратера 51°10′ с. ш. 86°03′ з. д. / 51,17° с. ш. 86,05° з. д., диаметр 59,2 км, глубина 2,7 км.
Кратер Ланглей имеет полигональную форму, северо-западной частью слегка перекрывает кратер Стокс, в свою очередь юго-восточная часть кратера Ланглей частично перекрыта кратером Гальвани. Вал сглажен и трудно различим на фоне окружающей местности, северная часть вала перекрыта сателлитными кратерами Ланглей K и Ланглей J (см. ниже), лучше всего сохранилась западная часть вала. Высота вала над окружающей местностью достигает 1200 м, объем кратера составляет приблизительно 2900 км³.  Дно чаши сравнительно ровное, без приметных структур, отмечено отдельными маленькими кратерами.
За счет своего расположения у северо-западного лимба Луны кратер при наблюдениях имеет искаженную форму, наблюдения зависят от либрации.

## Сателлитные кратеры
| Ланглей | Координаты                                            | Диаметр, км |
| ------- | ----------------------------------------------------- | ----------- |
| J       | 51°38′ с. ш. 85°03′ з. д. / 51,63° с. ш. 85,05° з. д. | 20,8        |
| K       | 51°58′ с. ш. 86°14′ з. д. / 51,97° с. ш. 86,23° з. д. | 18,7        |

## См.также
- Список кратеров на Луне
- Лунный кратер
- Морфологический каталог кратеров Луны
- Планетная номенклатура
- Селенография
- Минералогия Луны
- Геология Луны
- Поздняя тяжёлая бомбардировка